# Фриц Заукел
Фриц Заукел (на немски: Fritz Sauckel) е германски политик от НСДАП и главен пълномощник за принудителния труд в окупираните територии.
Той е сред 24-те обвинени в Нюрнбергския процес на главните военнопрестъпници пред Международния военен трибунал. Признат за виновен за военни престъпления и престъпления срещу човечеството и осъден на смърт чрез обесване.

## Биография
Роден е в Хасфурт, Бавария. Единственото дете на пощальон и шивачка. Заукел учи в местните училища и напуска рано, когато майка му се разболява. Той се присъединява към търговския флот на Норвегия и Швеция, когато е на 15 години, първо на норвежки троен шкунер, а по-късно на шведски и немски кораби. Той продължава да плава по целия свят. При избухването на Първата световна война, той е на немски кораб по път към Австралия, когато корабът е превзет. Впоследствие той е интерниран във Франция от август 1914 г. до ноември 1919 г.
Заукел се завръща в Германия, открива фабрична работа в Швайнфурт и следва инженерство в Илменау от 1922 до 1923 г. Той се присъединява към Националсоциалистическата германска работническа партия (НСДАП) през 1923 г. (член 1395). През 1924 г. се жени за Елизабет Вецел, с която има десет деца. Той остава член на партията по време на разпадането ѝ и се присъединява публично отново през 1925 г. Заукел е назначен за партиен гаулайтер на Тюрингия през 1927 г. и става член на местното правителство през 1929 г. След назначаването на Хитлер като канцлер през 1933 г., той е повишен в Райхсрегент фон Тюрингия и става член на Райхстага. През 1937 г. получава почетен ранг на Обергрупенфюрер в СА.

## Втора световна война
По време на Втората световна война е комисар по отбраната на Райха в района на Касел, преди да бъде назначен за генерален пълномощен представител за принудителен труд (Generalbevollmächtigter für den Arbeitseinsatz) на 21 март 1942 г. по препоръка на Мартин Борман.
Заукел работи директно за Херман Гьоринг за т. нар. Четиригодишен план, ръководейки и контролирайки германския труд. В отговор на повишените изисквания, той изпълнява изискването за работна ръка с хора от окупираните територии. Доброволците са недостатъчни и в рамките на няколко месеца са въведени принудителни назначения. От 5 милиона чуждестранни работници, докарани в Нацистка Германия, около 200 000 идват доброволно, според свидетелствата на Заукел в Нюрнберг. По-голямата част от придобитите работници произхождат от източните територии, особено от Полша и Съветския съюз, където методите, използвани за набиране на работници, са много тежки. Вермахтът е свикнал да притиска местните жители и повечето са взети със сила в Райха. Условията на труд са изключително бедни и тежки, особено за затворниците в концентрационния лагер. Всички те са неплатени и дажби, които едва задържат тези работници живи. Такъв робски труд е широко използван в много от германските индустрии, включително добива на въглища, производството на стомана и производството на въоръжение. Използването на принудителен и робски труд се увеличава през цялата война, особено след като Алберт Шпеер сменя Фриц Тодт, който отговаря за производството на въоръжение през февруари 1942 г. и иска много повече работници от Заукел.

## Процес и екзекуция
В Нюрнбергските процеси, Фриц Заукел е обвинен в извършване на престъпления против мира; планиране, иницииране и водене на войни от агресия; военни престъпления и престъпления срещу човечеството. Той защитава Arbeitseinsatz като "нищо общо с експлоатацията. Това е "икономически процес за доставяне на работници". Той отрича, че това е робски труд или че е обичайно работниците да работят до смърт или да са малтретирани.
"Всички мъже (военнопленници и чуждестранни цивилни работници) трябва да бъдат хранени, защитени и третирани по такъв начин, че да ги използват в най-висока степен при най-ниската възможна степен на разходи."
- Писмо от Фриц Заукел до Алфред Розенберг, 20 април 1942 г., Доклад за програмата за мобилизиране на труда
Роберт Серватиус, адвокатът на Заукел, изобразява Заукел като представител на трудовите класове в Германия; сериозен и непретенциозен партиен човек, който се старае да насърчава колективната полезност на работническата класа. Този портрет е противоположен на този на Шпеер, когото Серватиус съпоставя срещу Заукел като технически гений и предприемачески администратор. Заукел предполага, че Шпеер носи по-голяма правна и морална отговорност поради факта, че първо отговаря само на исканията на последния, в съответствие с протокола. Тази стратегия обаче не се оказва в негова полза, тъй като съотношението в окончателното решение срещу съответните подсъдими очертава, че задачите на Шпеер са многобройни, като програмата за принудителен труд включва само един аспект от неговите министерски отговорности, докато Заукел е бил отговорен като пълномощник.
След защитата, водена от Роберт Серватиус, Заукел е признат за виновен за военни престъпления и престъпления срещу човечеството и заедно с редица свои колеги е обесен в затвора в Нюрнберг на 16 октомври 1946 г., 11 дни преди 52-рия му рожден ден. Последните му думи са записани като "Ich sterbe unschuldig, mein Urteil ist ungerecht. Gott beschütze Deutschland". "Умирам като един невинен човек, моята присъда е несправедлива. Бог да пази Германия! Да живее и един ден отново да бъде велика! Бог да пази семейството ми." 
Алберт Шпеер избягва смъртната присъда, но лежи 20 години в затвора в Спандау.
Тялото на Заукел, както и останалите девет екзекутирани мъже и трупът на Херман Гьоринг, са кремирани в Остфрайдхоф (Мюнхен) и пепелта е разпръсната в приток на река Изар.